# Donald Frederick Robinson
Pour les articles homonymes, voir Donald Robinson et Robinson.
Albert Edward Munn (né en 1919-9 janvier 1997) est un homme politique canadien de la Colombie-Britannique. Il est député provincial créditiste de la circonscription britanno-colombienne de Lillooet d'une élection partielle en 1955 à 1966,.
Robinson meurt à Calgary en 1997 à l'âge de 77 ans.